# Municipio de Lancaster (Illinois)
El municipio de Lancaster (en inglés: Lancaster Township) es un municipio ubicado en el condado de Stephenson en el estado estadounidense de Illinois. En el año 2010 tenía una población de 1587 habitantes y una densidad poblacional de 19,1 personas por km².

## Geografía
Según la Oficina del Censo de los Estados Unidos, el municipio tiene una superficie total de 83.1 km², de la cual 82,92 km² corresponden a tierra firme y (0,22 %) 0,18 km² es agua.

## Demografía
Según el censo de 2010, había 1587 personas residiendo en el municipio de Lancaster. La densidad de población era de 19,1 hab./km². De los 1587 habitantes, el municipio de Lancaster estaba compuesto por el 96,09 % blancos, el 1,13 % eran afroamericanos, el 0,25 % eran amerindios, el 0,76 % eran asiáticos, el 0,57 % eran de otras razas y el 1,2 % eran de una mezcla de razas. Del total de la población el 2,14 % eran hispanos o latinos de cualquier raza.